# Bulbul demi-deuil
Microtarsus melanoleucos
Genre
Espèce
Statut de conservation UICN

 NT  : Quasi menacé
Le Bulbul demi-deuil (Microtarsus melanoleucos) est une espèce de passereau de la famille des Pycnonotidae.

## Répartition
Cet oiseau est réparti à travers l'Insulinde.

## Habitat
Son habitat naturel est les forêts des plaines et montagnes humides subtropicales ou tropicales.
Il est menacé par la perte de son habitat.